# Jægersborg Vandtårn
Der Jægersborg Vandtårn ist ein Wasserturm und Hochhaus im Vorort Gentofte Kommune von Kopenhagen. Er befindet sich in unmittelbarer Nähe zur Jægersborg Station, an der S-Bahn-Strecke im Großraum der dänischen Hauptstadt Kopenhagen.

## Geschichte
Der 45 Meter hohe Wasserturm mit einem Tankvolumen von 2.000 m³ wurde 1955 in Stahlbetonbauweise nach den Entwürfen des dänischen Architekten Edvard Thomsen errichtet. In den 1980er Jahren wurde im Untergeschoss ein Jugendfreizeitzentrum mit Mehrzweckräumen eingerichtet.

## Besonderheit
2006 wurden durch die dänische Architektin Dorte Mandrup unter dem Tank 36 Wohnungseinheiten, die sich auf acht Etagen verteilen, erbaut. Die Wohnungen in den oberen fünf Etagen beinhalten Balkone. Die gesamte Wohraumnutzfläche beträgt 2.880 m². Die Bauzeit betrug 16 Monate. Das Objekt wird hauptsächlich von Studenten bewohnt.